# Maró
Segons la mitologia grega, Maró (en grec antic Μάρων, Máron) era un sacerdot, fill d'Evantes. Oficiava al temple d'Apol·lo d'Ísmaros, al país dels cícons, quan els homes d'Odisseu saquejaven la ciutat. Odisseu el posà sota la seva protecció, a ell i a la seva família, i Maró, agraït, l'obsequià amb dotze àmfores de vi dolç, molt fort i valuós, les mateixes que després l'heroi utilitzaria per embriagar Polifem.
La ciutat de Maronea, a Tràcia, havia pres el nom d'aquest Maró.
Per part del seu pare, Maró era net de Dionís. Eurípides el fa directament fill del déu i company del sàtir Silè. Nonnos el fa fill de Silè i company de Dionís en l'expedició que el déu va fer contra l'Índia. En el poema Dionisíaques apareix com un ancià que té les cames tremoloses i que només té forces per beure i cantar lloances de Dionís.
A Roma, Maró, prototip del borratxo perfecte, tenia una font on estava representat, al pòrtic de Pompeu.